# 박혜원 (쇼트트랙 선수)
박혜원(朴慧圓, 1983년 8월 15일 ~ ) 은  대한민국의 여자 전 쇼트트랙 선수이다.

## 출신 학교
- 홍익초등학교
- 목일중학교
- 세화여자고등학교
- 한국체육대학교